# Pseudosparianthis antiguensis
Pseudosparianthis antiguensis är en spindelart som beskrevs av Bryant 1923. Pseudosparianthis antiguensis ingår i släktet Pseudosparianthis och familjen jättekrabbspindlar. Inga underarter finns listade i Catalogue of Life.